# Junta Constructora del Temple Expiatori de la Sagrada Família
La Junta Constructora del Temple Expiatori de la Sagrada Família és una entitat creada el 1895 per a promoure l'obra i la figura d'Antoni Gaudí a través del llegat i el projecte reflectits en el temple de la Sagrada Família, així com la projecció de l'obra de Gaudí i del modernisme català arreu del món.
Del 1992 al juliol del 2024, la Junta també va gestionar la Casa Museu Gaudí del Park Güell, lloc de residència de l'arquitecte entre el 1906 i el 1926.
El Patronat de la Fundació Junta Constructora del Temple Expiatori de la Sagrada Família, tenint en compte les seves finalitats pròpies i la doctrina social de l’Església catòlica, i considerant l’existència de col·lectius socialment vulnerables al territori de l’Arxidiòcesi de Barcelona, que és el seu àmbit d’actuació, va crear el 2023 el Fons d’Acció Social de la Sagrada Família amb l’objectiu de poder beneficiar entitats que promouen una societat més justa i solidària arreu del territori. Es realitza una convocatòria d’ajuts anualment.

## Història
Josep Maria Bocabella, fundador de l'Associació Josefina i del Temple, va ser el director de les obres al seu inici. Aquest càrrec el compartí amb el seu gendre Manuel de Dalmases i Riba, casat amb Francesca Bocabella. A la mort del senyors Bocabella i de Dalmases amb molt pocs anys de diferència, Francesca Bocabella i Puig va seguir la tasca del seu pare i del seu marit. Va ser el 1895 quan es publicà el decret pel qual es nomenava la primera Junta Constructora del Temple Expiatori de la Sagrada Família, formada per:
- Jaume Català i Albosa, bisbe de Barcelona, president nat
- Frederic Millan i Franc, president delegat
- Joan Martorell i Monteys
- Àlvar M. Camin i López
- Joan Crisòstom de Dalmases i Riba, tresorer
- Jaume Nogues i Taulet
- Ramon Nogués i Segarra
- Leopold Gil i Llopart, secretari

Des d'aleshores el president ha estat el bisbe i després l'arquebisbe de Barcelona. El president actual és el cardenal arquebisbe Juan José Omella. El 2001 la Junta va rebre la Creu de Sant Jordi.

## Membres de la Junta
- Juan José Omella, arquebisbe metropolità de Barcelona, president nat
- Esteve Camps i Sala, president delegat
- Maria Carulla de Tomàs, vicepresidenta
- Pere Alegrí i Guitart, tresorer
- Jaume Solé Janer, secretari
- Mons. David Abadías Aurín, vocal
- Sra. Rosa Mª Alsina Pagès, vocal
- Sr. Guillem López Casasnovas, vocal
- Sr. Joan Trias de Bes Mingot, vocal
- Sra. Núria Vendrell Ventayol, vocal

Anteriorment ho han estat:
- Joan Rigol, com a president de la Junta
- Jordi Bonet i Armengol, arquitecte director del temple
- Helena Cambó i Mallol
- Roser Maragall
- Joan Güell